# Colli di Scandiano e di Canossa Lambrusco Montericco
Il Colli di Scandiano e di Canossa Lambrusco Montericco è un vino DOC la cui produzione è consentita nella provincia di Reggio Emilia. Viene sempre specificato "rosso" o "rosato", la cui differenza sta nel tipo di vinificazione delle uve, che per il rosato è in bianco.

## Caratteristiche organolettiche
- colore: rosso con densità ottica a 520 nm. da 2, 00 a 4, 00
- odore: gradevole, caratteristico, fruttato, fresco
- sapore: caratteristico, fresco, gradevole, armonico, di giusto corpo, abboccato, secco

Consentita in etichetta, sia per il rosso che per il rosato, l'indicazione "frizzante". In tal caso alle caratteristiche organolettiche si aggiunge:
- spuma: vivace, evanescente

## Produzione
Provincia, stagione, volume in ettolitri
- Reggio Emilia  (1996/97)  330,4